# Hidromel da poesia
O Hidromel da poesia é uma bebida mítica da mitologia nórdica, que poderia dar o dom da inspiração, da poesia e da sabedoria àqueles que a bebessem, transformando-os em escaldos.

## História
Depois da guerra Æsir-Vanir, todos os deuses Vanir e Æsir juntaram as salivas em sinal de paz, resultando desta junção um deus da raça Vanir extremamente sábio, Kvasir.
Mas a vida de Kvasir foi breve, pois logo em seguida os irmãos anões Fjalar e Galar, cobiçando as propriedades mágicas internas do deus, mataram-no, drenando todo o seu sangue para dentro de três grandes potes. Cozinharam o sangue de Kvasir com mel e assim forjaram um mágico hidromel, que guardavam no Odrörir.

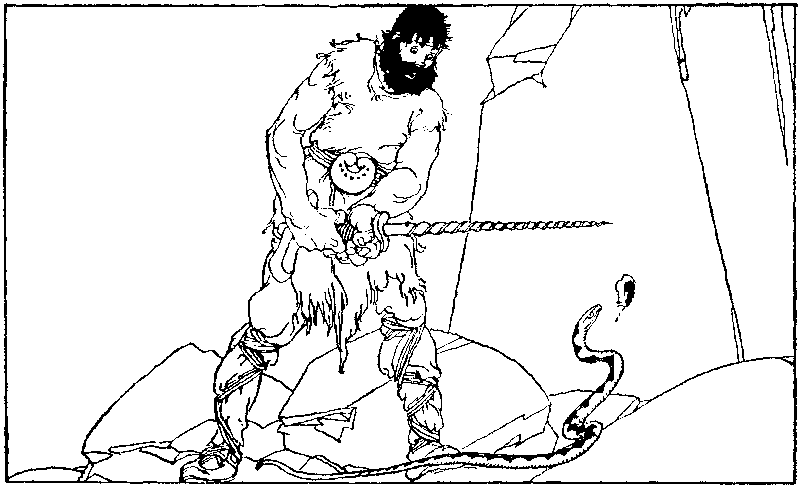
No seu plano para roubar o hidromel, Odin (Bolverk) transforma-se numa serpente.

Os anões matam depois Gilling e a sua esposa. Gilling era pai de um poderoso gigante das montanhas, chamado Suttung. Suttung, em vingança, prendeu os anões dentro de uma rocha deixando-os no mar para se afogarem. A condição para se salvarem foi entregar o hidromel mágico a Suttung, que deixou depois ao encargo da sua filha Gunnlod a sua protecção. 
O hidromel da poesia tornou-se um bem precioso, requisitado por todos os deuses e Odin desejava-o mais do que tudo. Odin, hábil em disfarces, magia e nas artes da mentira, tomou a forma de Bolverk e engendrando um plano para roubar a bebida mágica, visitou a morada de Suttung, nas montanhas.